# Weerhut

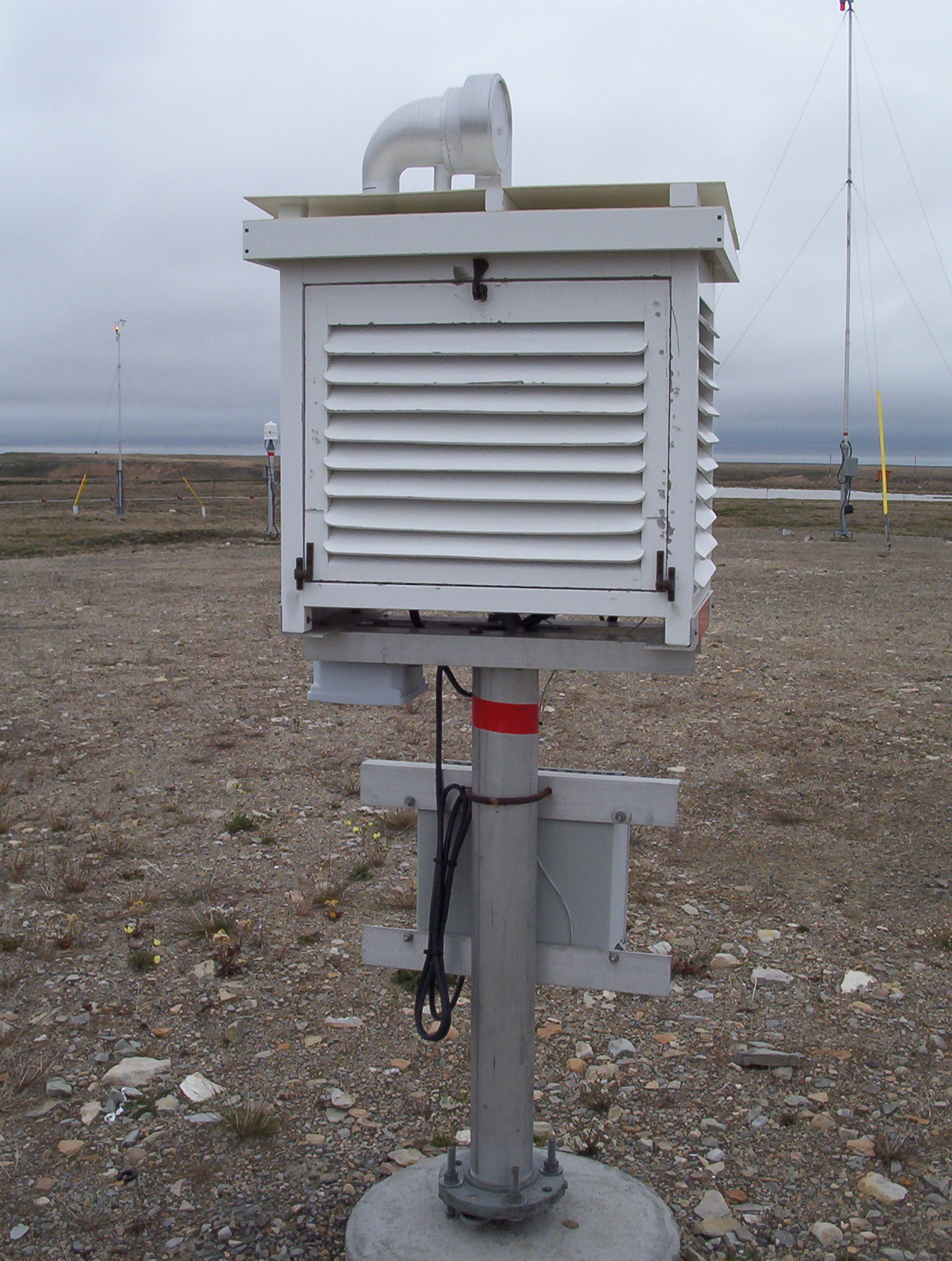
Weerhut, met boven op de motor van een psychrometer. Deze is buiten de weerhut geplaatst om de ruimte binnenin niet te vervuilen met warmte.

Een weerhut of Stevensonhut is een witte kast met meetinstrumenten waarmee onder andere de temperatuur van de lucht gemeten kan worden. In België gebruikt men doorgaans de term thermometerhut.
Op meteorologische stations wordt de temperatuur van de lucht volgens internationale afspraak gemeten in graden Celsius op een hoogte van anderhalve meter boven een open grasvlakte. De thermometer of de sensor, waarmee de temperatuur wordt waargenomen, staat in een wit kastje met wanden die de vorm hebben van een open jaloezie. Daardoor heeft de wind vrij spel, maar zon en neerslag kunnen niet tot de instrumenten doordringen.
Weerhutten behoren officieel een dubbele laag van open jaloezieën te hebben. Bij veel weeramateurs ontbreekt die dubbele laag.
Ook andere meetinstrumenten kunnen zich in een weerhut bevinden, zoals een hygrometer en aparte thermometers voor bijvoorbeeld de minimumtemperatuur en de maximumtemperatuur.